# Convair F-106 Delta Dart
Конвер F-106 «Дельта Дарт» (англ. Convair F-106 Delta Dart) — американський одномісний, однодвигунний надзвуковий винищувач-перехоплювач з трикутним крилом. 

## Тактико-технічні характеристики

### Технічні характеристики
- Екіпаж: 1 людина
- Довжина: 21,55 м
- Розмах крила: 11,67 м
- Висота: 6,18 м
- Площа крила: 64,8 м²
- Коефіцієнт подовження крила: 2,10
- Профіль крила: NACA 0004-65 mod
- Маса порожня: 10 800 кг
- Маса спорядженого: 15670 кг
- Максимальна злітна вага: 17 350 кг
- Двигун: 1× турбореактивний Pratt & Whitney J75-17
- Потяг: 109 кН
- Коефіцієнт лобового опору при нульовій підйомній силі: 0,083
- Еквівалентна площа опору: 0,54 м ²

### Льотні характеристики
- Максимальна швидкість: 2455 км/год (M=2,3)
- Бойовий радіус: 926 км. (926 км.
- Перегінна дальність: 4300 км
- Практична стеля: 17 680 м
- Швидкопідйомність: 150 м/с
- Навантаження на крило: 255 кг/м²
- Тягоозброєність: 0,71
- Аеродинамічна якість літака: 12,1
- Час набору висоти: 16065 м за 6,9 хвилини

### Озброєння
- 1×20-мм гармата M61 Vulcan
- 4 × ракети класу «повітря-повітря» AIM-4 Falcon
- 2 × некеровані ракети AIR-2 Genie з ядерною бойовою частиною (до 1985 р.)